# Bilistra mollicopulans
Bilistra mollicopulans là một loài chân đều trong họ Sphaeromatidae. Loài này được Sket & Bruce miêu tả khoa học năm 2004.